# Kanton Ivry-sur-Seine-Ouest
Kanton Ivry-sur-Seine-Ouest (fr. Canton d'Ivry-sur-Seine-Ouest) je francouzský kanton v departementu Val-de-Marne v regionu Île-de-France. Tvoří ho pouze západní část města Ivry-sur-Seine.